# Tatrzańska Droga Młodości
Tatrzańska Droga Młodości (słow. Tatranská cesta mládeže) – droga na Słowacji, na znacznej części swojej długości biegnąca południowymi podnóżami Tatr, pomiędzy miejscowościami Szczyrbskie Jezioro i Liptowski Mikułasz, w okolicach której łączy się z międzynarodową drogą E50. Została gruntownie przebudowana w latach 1957–66 przy udziale brygad studenckich i stąd pochodzi jej nazwa. Ma długość 49 km, różnica poziomów wynosi niemal 800 m. Droga ta stanowi przedłużenie Drogi Wolności w zachodnim kierunku. Główny jej odcinek do Liptowskiego Gródka jest w słowackiej sieci dróg oznaczony numerem 537, krótki odcinek do Liptowskiego Mikułasza numerem 18. Droga jest dobrze utrzymana i wyznaczone są przy niej  miejsca parkingowe. W zimie warunki jazdy bywają czasami trudne. Przy niektórych przystankach wzdłuż tej drogi rozpoczynają się szlaki turystyczne prowadzące w Tatry.
W kierunku od wschodu na zachód droga prowadzi poprzez miejscowości:
- Szczyrbskie Jezioro,
- Podbańska,
- Przybylina – w kierunku Tatr odchodzi tutaj droga dojazdowa do autokempingu „Raczkowa” (4 km),
- Wawrzyszów,
- Liptowski Peter,
- Liptowski Gródek,
- Liptowski Mikułasz.